# Semideus

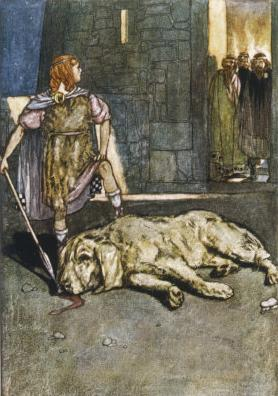
Cuchulainn mata o Cão de Culann, ilustração de Stephen Reid do livro The Boys' Cuchulain de Eleanor Hull, 1904

Um semideus é um descendente parte-humano e parte-divino de uma divindade e um humano, ou uma criatura humana ou não-humana que recebe status divino após a morte, ou alguém que alcançou a "centelha divina" (iluminação divina). Um semideus imortal frequentemente possui status tutelar e é seguido por um culto religioso, enquanto um semideus mortal é aquele que caiu ou morreu, mas é popular como herói lendário em várias religiões politeístas. Figurativamente, o termo é usado para descrever uma pessoa cujos talentos ou habilidades são tão extraordinários que parecem divinos.

## Etimologia

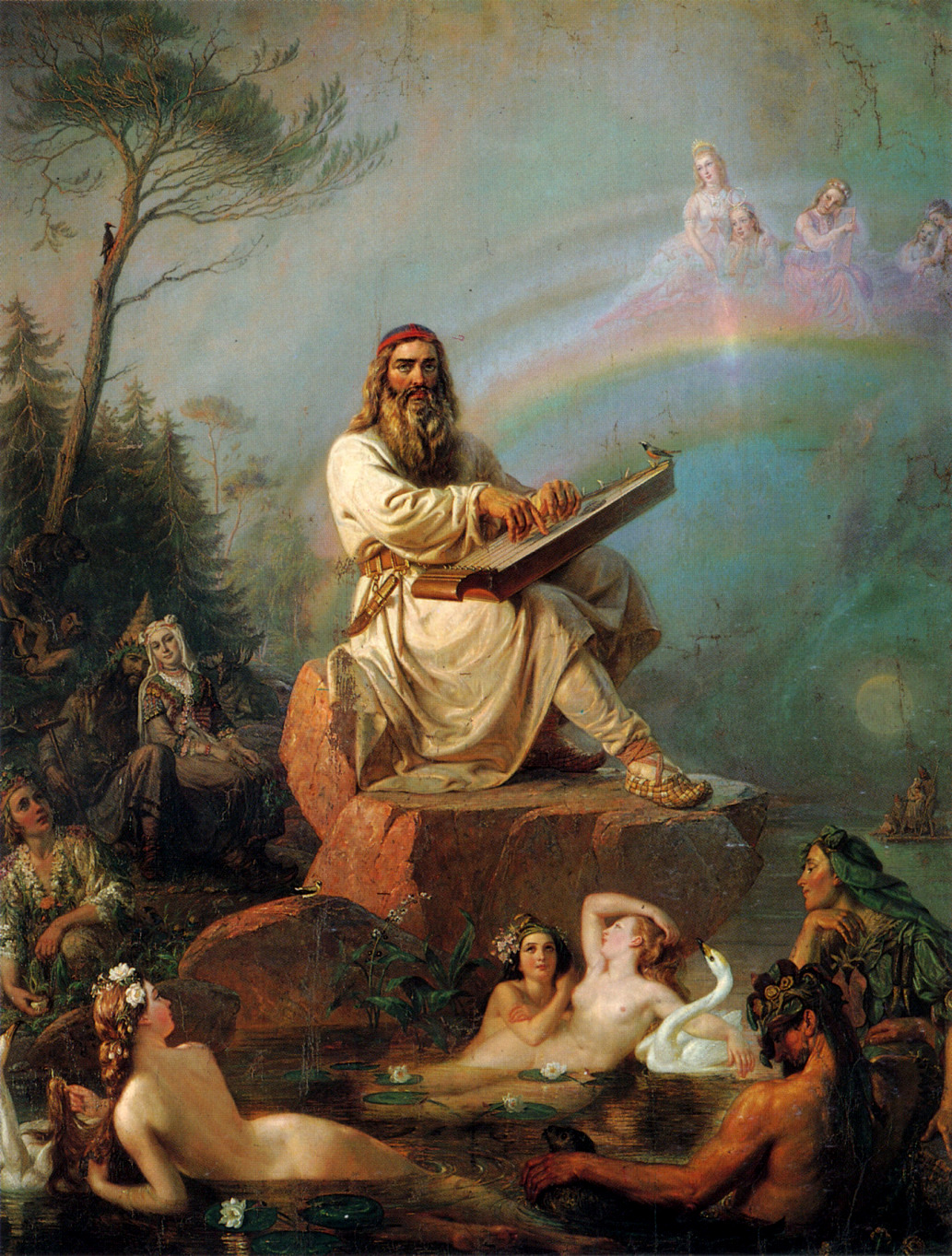
Väinämöinen, personagem central do folclore finlandês e protagonista da epopeia nacional Kalevala de Elias Lönnrot, é um velho e sábio semideus que possui uma potente e mágica voz de canto. Pintura Väinämöinen's Play por Robert Wilhelm Ekman, 1866.

O termo em língua inglesa "demi-god" é um calque da palavra em latim semideus, "meio-deus". O poeta romano Ovídio provavelmente cunhou semideus para se referir a deuses menos importantes, como as dríades.
Compare com o termo em grego antigo hemitheos. A palavra "demigod" apareceu pela primeira vez em inglês no final do século XVI ou início do século XVII, quando foi usada para traduzir os conceitos gregos e romanos de semideus e daemon. Desde então, tem sido aplicada figurativamente a pessoas de habilidades extraordinárias.

## Clássico
No mundo da Grécia Antiga e da Roma Antiga, o conceito de semideus não possuía uma definição consistente, e a terminologia associada raramente aparecia.
O uso mais antigo registrado do termo ocorre em textos atribuídos aos poetas gregos arcaicos Homero e Hesíodo. Ambos descrevem heróis mortos como hemitheoi, ou "meios-deuses". Nesses casos, a palavra não significava literalmente que essas figuras tivessem um pai divino e outro mortal. Em vez disso, aqueles que demonstravam "força, poder, boa linhagem e bom" eram chamados de heróis, e após a morte poderiam ser denominados hemitheoi, um processo conhecido como "heroificação". Píndaro também usou frequentemente o termo como sinônimo de "herói".
Segundo o autor romano Cássio Dio, o Senado Romano declarou Júlio César um semideus após sua vitória em 46 a.C. na Batalha de Thapsus. No entanto, Dio escrevia no século III d.C. — séculos após a morte de César — e críticos modernos duvidam se o Senado realmente o fez.
O primeiro romano a empregar o termo "semideus" pode ter sido o poeta Ovídio (17 ou 18 d.C.), que utilizou várias vezes o termo latino semideus para se referir a divindades menores. O poeta Lucano (39–65 d.C.) também usa o termo ao falar sobre Pompeu atingindo a divindade após sua morte em 48 a.C..
Na Antiguidade tardia, o escritor romano Marciano Capela (fl. 410) propôs uma hierarquia de deuses como segue:
- os deuses propriamente ditos, ou deuses maiores;
- os gênios ou daemones;
- os semideuses ou semones (que habitam a atmosfera superior);
- os manes e fantasmas de heróis (que habitam a atmosfera inferior);
- os deuses que habitam a Terra, como os faunos e sátiros.

## Celta
O guerreiro Celta Cuchulainn, um dos principais protagonistas da epopeia nacional irlandesa Táin Bó Cuailnge, é considerado um herói popular ou um semideus. Ele é filho do deus irlandês Lugh, dos Tuatha Dé Danann, e da princesa mortal Deichtine.
No período imediatamente anterior à dominação romana, a tribo celta dos galaicos, na região de Portugal, criou grandes e poderosas estátuas de guerreiros heroificados, que eram posicionadas em castros (fortificações em colinas) nas regiões montanhosas do que hoje é o norte de Portugal e a Galícia espanhola.

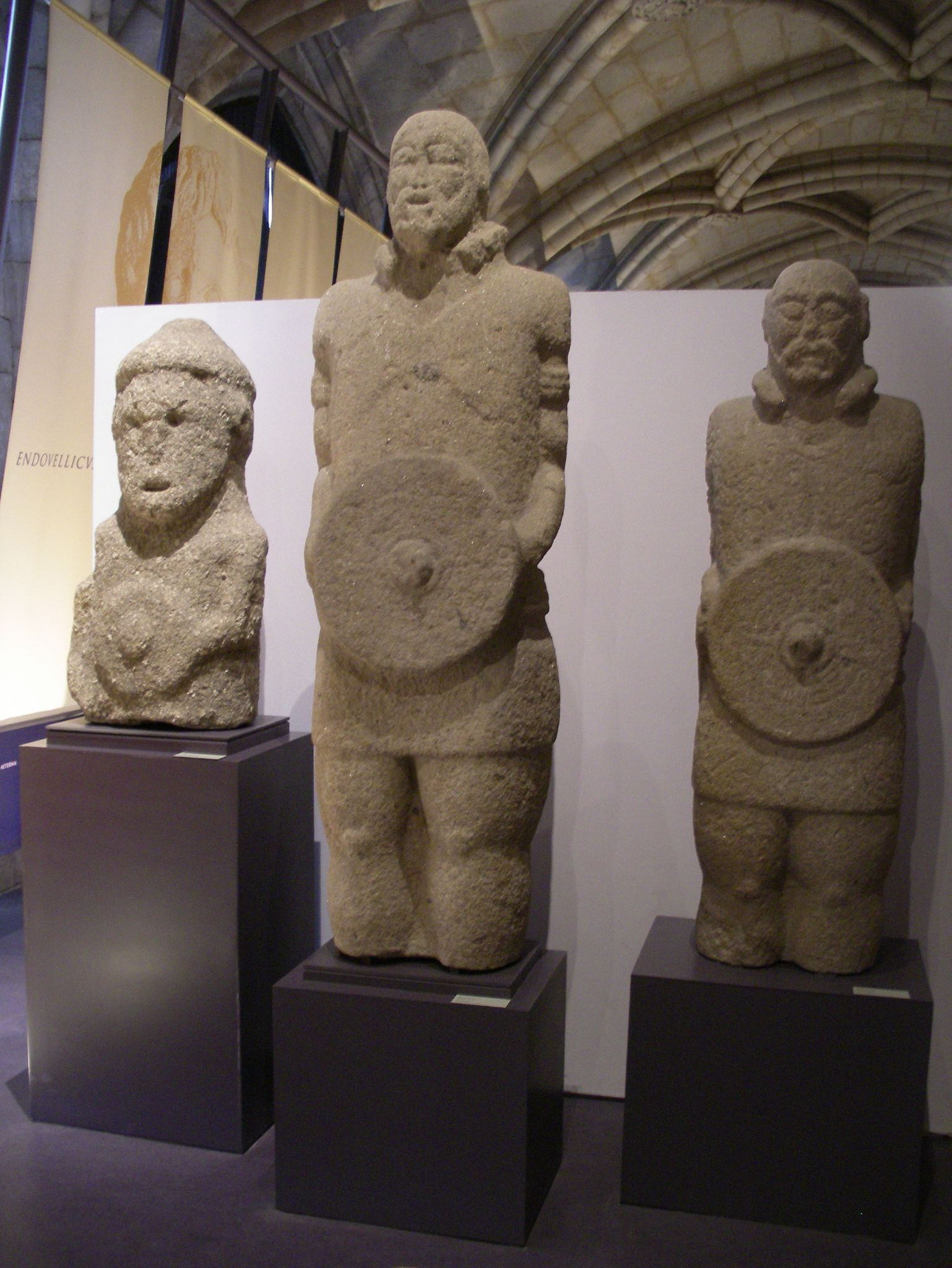
No século I d.C., os celtas do norte de Portugal ergueram estátuas de heróis deificados locais que serviam como guardiões sobre os castros.

## Hinduísmo
No hinduísmo, o termo "semideus" é usado para se referir a divindades que foram outrora humanas e posteriormente tornaram-se devas (deuses). Existem dois notáveis semideuses nas escrituras védicas:
Nandi (o veículo divino de Shiva) e Garuda (o veículo divino de Vishnu).
Exemplos de semideuses venerados no sul da Índia incluem Madurai Veeran e Karuppu Sami.
Os heróis da epopeia hindu Mahabharata, os cinco irmãos Pandavas e seu meio-irmão Karna, encaixam-se na definição ocidental de semideuses, embora geralmente não sejam assim referidos. A rainha Kunti, esposa do rei Pandu, recebeu um mantra que, ao ser recitado, fazia com que um deus lhe concedesse um filho. Quando seu marido foi amaldiçoado a morrer caso tivesse relações sexuais, Kunti usou esse mantra para prover filhos ao marido, gerados por diversas divindades.
Esses filhos foram:
- Yudhishthira (filho de Dharmaraj),
- Bhima (filho de Vayu),
- Arjuna (filho de Indra).

Kunti ensinou o mantra à segunda esposa de Pandu, Madri, que concebeu os gêmeos:
- Nakula e
- Sahadeva (filhos dos Ashvins).

Kunti havia testado o mantra anteriormente, e concebeu um filho chamado Karna. Apesar de seus protestos, o deus do sol Surya foi compelido pelo mantra a engravidá-la.
Outro personagem que se encaixa na definição ocidental de semideus é Bhishma, filho do rei Shantanu e da deusa Ganga.
Os vaishnavas (que frequentemente traduzem deva como "semideus") citam diversos versos que indicam a condição subordinada dos devas. Por exemplo, o Rigveda (1.22.20) afirma: "oṃ tad viṣṇoḥ paramam padam sadā paśyanti sūrayaḥ", que se traduz como: "Todos os suras [isto é, os devas] olham sempre para os pés do Senhor Vishnu".
De forma semelhante, os versos finais do Vishnu Sahasranama dizem: "Os Rishis [grandes sábios], os ancestrais, os devas, os grandes elementos — na verdade, todas as coisas móveis e imóveis que constituem este universo — se originaram de Narayana", isto é, Vishnu. Assim, os Devas são considerados subordinados a Vishnu, ou Deus Supremo.
A. C. Bhaktivedanta Swami Prabhupada, fundador da Sociedade Internacional para a Consciência de Krishna (ISKCON), traduz a palavra sânscrita "deva" como "semideus" em sua literatura, quando o termo se refere a uma divindade diferente do Senhor Supremo. Isso porque a tradição vaishnava ensina que há apenas um Senhor Supremo, e todos os demais são apenas Seus servos. Para enfatizar essa subserviência, Prabhupada utiliza o termo "semideus" como tradução de deva.
No entanto, há pelo menos três ocorrências no capítulo 11 do Bhagavad Gita em que a palavra deva, referindo-se ao Senhor Krishna, é traduzida como "Senhor". A palavra deva pode, portanto, referir-se ao Senhor Supremo, a seres celestiais ou a almas santas, dependendo do contexto. Isso é semelhante ao termo Bhagavan, que também é traduzido conforme o contexto.

## China
Entre os semideuses na mitologia chinesa, Erlang Shen e Chen Xiang são os mais proeminentes.
Na obra Jornada ao Oeste, é mencionado que a irmã mais nova do Imperador de Jade, chamada Yaoji, desceu ao mundo mortal e deu à luz um filho chamado Yang Jian. Ele acabaria crescendo e tornando-se uma divindade conhecida como Erlang Shen.
Chen Xiang é sobrinho de Erlang Shen, nascido da união de sua irmã mais nova Huayue Sanniang com um erudito mortal.

## Japão
Abe no Seimei, um famoso onmyōji do período Heian, é considerado um semideus. Seu pai, Abe no Yasuna (安倍 保名), era humano. No entanto, sua mãe, Kuzunoha, era uma kitsune, uma raposa divina, sendo essa a origem dos poderes mágicos de Abe no Seimei.

## Anitismo
Nas religiões indígenas originárias das Filipinas, coletivamente chamadas de Anitismo, os semideuses são abundantes em diversas histórias étnicas. Muitos desses semideuses possuem poder e influência equivalentes aos dos deuses e deusas maiores.
Exemplos notáveis incluem:
- Mayari, deusa da lua entre os tagalos, que governa o mundo durante a noite;[22][23]
- Tala, deusa das estrelas entre os tagalos;[22]
- Hanan, deusa da manhã entre os tagalos;[22]
- Apo Anno, herói e semideus kankanaey;[24]
- Oryol, uma semi-deusa meio-serpente dos bicolanos, que trouxe paz à terra após derrotar todas as feras em Ibalon;[25]
- Laon, um semideus hiligainon que podia conversar com animais e derrotou o dragão furioso no Monte Kanlaon;[26]
- Ovug, um semideus ifugao do trovão e relâmpago, com manifestações distintas no mundo superior e na terra;[27]
- Takyayen, um semideus tinguian e filho da deusa das estrelas Gagayoma;[28]
- Os três filhos semideuses suludnon de Alunsina, a saber: Labaw Dongon, Humadapnon e Dumalapdap.[29]